# Palau na Letních olympijských hrách 2008
Palau se účastnilo Letních olympijských her 2008 a zastupovalo ho 5 sportovců ve 3 sportech (3 muži a 2 ženy). Jednalo se o třetí start tohoto státu na letních olympijských hrách. Vlajkonošem výpravy během zahajovacího ceremoniálu byl zápasník Elgin Elwais. Během zakončení her byla vlajkonoškou výpravy plavkyně Amber Yobech. Nejmladší z týmu byla Amber Yobech, které v době konání her bylo 17 let. Nejstarší z týmu byla Peoria Koshiba, které bylo v době konání her 29 let. Nikomu z výpravy se během her nepodařilo získat medaili.

## Disciplíny

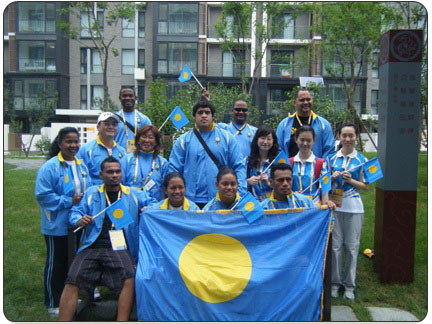
Národní tým Palau na Letních olympijských hrách v Pekingu

### Atletika
V atletice bylo Palau reprezentováno sprinterem Jessem Tamangrowem a sprinterkou Peoriou Koshibou. Jesse Tamangrow startoval v závodu na 100 m a byla to jeho první a také jediná účast na olympijských hrách. V rozběhu zaběhl čas 11,38 sekundy a skončil na 7. místě. Tento výkon na postup do dalšího kola neumožnil.
Také Peoria Koshiba zemi reprezentovala v běhu na 100 m. V Pekingu to byla její již druhá olympijská účast. Poprvé startovala na hrách v Sydney, kde zaběhla čas 12,66 sekundy. V Pekingu se jí k tomuto času přiblížit nepodařilo a v rozběhu zaběhla čas 13,18 sekundy, který ji zařadil na 8. místo. Do dalšího kola tedy nepostoupila.
| Sportovec       | Disciplína   | Rozběh | Rozběh | Čtvrtfinále  | Čtvrtfinále  | Semifinále   | Semifinále   | Finále       | Finále       |
| Sportovec       | Disciplína   | Čas    | Pořadí | Čas          | Pořadí       | Čas          | Pořadí       | Čas          | Pořadí       |
| --------------- | ------------ | ------ | ------ | ------------ | ------------ | ------------ | ------------ | ------------ | ------------ |
| Jesse Tamangrow | 100 m – muži | 11,38  | 7.     | nepostoupil  | nepostoupil  | nepostoupil  | nepostoupil  | nepostoupil  | nepostoupil  |
| Sportovkyně     | Disciplína   | Rozběh | Rozběh | Čtvrtfinále  | Čtvrtfinále  | Semifinále   | Semifinále   | Finále       | Finále       |
| Sportovkyně     | Disciplína   | Čas    | Pořadí | Čas          | Pořadí       | Čas          | Pořadí       | Čas          | Pořadí       |
| Peoria Koshiba  | 100 m – ženy | 13,18  | 8.     | nepostoupila | nepostoupila | nepostoupila | nepostoupila | nepostoupila | nepostoupila |

### Plavání
17letá Amber Yobech byla nejmladší členkou výpravy. Startovala v závodě na 50 m volným způsobem a dosáhla času 30,00 sekund, který na postup do dalšího kola nestačil. Celkově tak skončila na 71. místě z 90 startujících plavkyň.
| Sportovkyně  | Disciplína               | Rozplavba | Rozplavba | Semifinále   | Semifinále   | Finále       | Finále       |
| Sportovkyně  | Disciplína               | Čas       | Pořadí    | Čas          | Pořadí       | Čas          | Pořadí       |
| ------------ | ------------------------ | --------- | --------- | ------------ | ------------ | ------------ | ------------ |
| Amber Yobech | 50 m volný způsob – ženy | 30,00     | 71.       | nepostoupila | nepostoupila | nepostoupila | nepostoupila |

### Zápas
V zápase Palau na olympijských hrách reprezentovali dva sportovci. Prvním z nich byl Florian Skilang Temengil, který startoval v zápase ve volném stylu ve váhové kategorii mužů nad 120 kg. Bez nutnosti zápasit v kvalifikaci podlehl svému prvnímu soupeři, maďarskému reprezentantovi Ottó Aubélimu. Celkově tak skončil na 16. místě z 20 startujících závodníků.
Historicky prvním reprezentantem Palau, který se na olympijské hry kvalifikoval díky svému výkonu nikoli pomocí kvót, byl Elgin Loren Elwais. Ten startoval v zápase v řecko-římském stylu ve váhové kategorii mužů do 55 kg. I když nemusel zápasit v kvalifikaci, podlehl hned svému prvnímu soupeři, kterým byl íránský reprezentant Hamíd Surían. Celkově tak skončil na posledním 19. místě.
| Sportovec                | Disciplína                   | Kvalifikace | 1/16                       | Čtvrtfinále | Semifinále  | Oprava 1    | Oprava 2    | Finále/Bronzová medaile | Pořadí |
| Sportovec                | Disciplína                   | Soupeř      | Soupeř                     | Soupeř      | Soupeř      | Soupeř      | Soupeř      | Soupeř                  | Pořadí |
| ------------------------ | ---------------------------- | ----------- | -------------------------- | ----------- | ----------- | ----------- | ----------- | ----------------------- | ------ |
| Florian Skilang Temengil | Volný styl – muži nad 120 kg | Bye         | Ottó Aubéli PROHRA 1–3 PP  | nepostoupil | nepostoupil | nepostoupil | nepostoupil | nepostoupil             | 16.    |
| Elgin Loren Elwais       | Řecko-římský – muži do 55 kg | Bye         | Hamíd Surián PROHRA 0–3 PO | nepostoupil | nepostoupil | nepostoupil | nepostoupil | nepostoupil             | 19.    |

## Televizní přenos
Letní olympijské hry 2008 z Pekingu byli prvními olympijskými hrami, kdy obyvatelé Palau měly možnost sledovat všechny soutěže ve své zemi. To umožnila speciální dohoda mezi Palau National Communications Corporation a TV New Zealand.